# 赖因霍尔德·贝尔
赖因霍尔德·贝尔（德語：Reinhold Behr，1948年10月17日—），德国男子击剑运动员。他曾代表西德参加1972年和1976年夏季奥林匹克运动会击剑比赛，其中1976年奥运会获得一枚银牌。